# Мюррей, Кайлер
Кайлер Коул Мюррей (англ. Kyler Cole Murray, 7 августа 1997, Бедфорд, Техас) — профессиональный американский футболист, квотербек. На студенческом уровне играл за команды Техасского университета A&M и университета Оклахомы. Обладатель Приза Хайсмана 2018 года. 
В 2019 году выбран на драфте НФЛ под общим первым номером. Первый в истории игрок, задрафтованный в первом раунде в НФЛ и МЛБ. Выступает в составе клуба «Аризона Кардиналс». По итогам сезона 2019 года был признан Новичком года в нападении в НФЛ.

## Биография

### Ранние годы
Кайлер Мюррей родился 7 августа 1997 года в Бедфорде, штат Техас. Его отец Кевин играл в футбол за команду Техасского университета A&M, дважды в её составе становился победителем турнира Юго-Западной конференции. Позднее он начал тренировать квотербеков, в частности, работал с Брайсом Петти. Кайлер продолжил династию и играл квотербеком в команде школы Аллена, в составе которой три раза подряд становился победителем чемпионата штата. В 2014 году Кайлер получил престижную награду лучшему спортсмену-школьнику в стране, вручаемую компанией Gatorade. За всё время своих выступлений за школьную команду Мюррей не проиграл ни одного матча, набрав 10 388 пасовых ярдов и сделав 117 тачдаунов. Оба этих показателя на момент выпуска были в числе десяти лучших за всё время существования школьного футбола в Техасе. В 2015 году бейсбольный аналитик сайта ESPN Кит Лоу поставил его на 32 место среди перспективных молодых игроков, но Мюррей отказался от выставления своей кандидатуры на драфт Главной лиги бейсбола.

### Любительская карьера
В феврале 2015 года Мюррей поступил в Техасский университет A&M, во время учёбы в котором планировал совмещать игру в футбол и бейсбол. За позицию стартового квотербека он конкурировал с Кайлом Алленом, оба игрока были недовольны количеством игрового времени и после завершения сезона сменили место учёбы. Кайлер в основном составе начал только три матча, набрав за сезон 686 ярдов с пятью тачдаунами и семью перехватами. Он перевёлся в Оклахомский университет и, согласно правилам NCAA, был вынужден полностью пропустить сезон 2016 года: игрокам, сменившим место учёбы, в течение года разрешаются только тренировки с командой.
Сезон 2017 года Кайлер провёл в качестве дублёра Бейкера Мэйфилда. В играх чемпионата он набрал всего 359 ярдов пасом и 142 на выносе. После ухода Мэйфилда в НФЛ в 2018 году, Мюррей выиграл борьбу за место в составе у Остина Кендалла и стал стартовым квотербеком «Оклахомы Сунерс». Также он продолжал успешную бейсбольную карьеру. Играя центральным аутфилдером, Мюррей в 2018 году провёл 51 матч, отбивал с показателем 29,6 %, выбил десять хоум-ранов и десять раз украл базу. Летом на драфте Главной лиги бейсбола он был выбран клубом «Окленд Атлетикс» под общим девятым номером. Кайлер подписал с командой контракт, получив бонус в размере 4,66 млн долларов. На его дальнейшие планы повлиял удачный футбольный сезон, в играх которого Мюррей набрал 4 361 ярд пасом с 42 тачдаунами, привёл свою команду к победе в конференции Big-12 и выходу в плей-офф, и получил Приз Хайсмана. В январе 2019 года он объявил о намерении выставить свою кандидатуру на драфт НФЛ, а в феврале подтвердил желание в дальнейшем сосредоточиться на футболе и вернул «Атлетикс» полученный при подписании контракта бонус. После этого «Окленд» предложил игроку дополнительные 14 млн долларов, но он отказался от них.

#### Статистика выступлений в чемпионате NCAA
| Сезон | Команда         | Игры | Пас | Пас | Пас  | Пас   | Пас  | Пас | Пас | Пас   | Вынос | Вынос | Вынос | Вынос |
| Сезон | Команда         | Игры | Cmp | Att | Pct  | Yds   | Y/A  | TD  | Int | Rtg   | Att   | Yds   | Avg   | TD    |
| ----- | --------------- | ---- | --- | --- | ---- | ----- | ---- | --- | --- | ----- | ----- | ----- | ----- | ----- |
| 2015  | Техас A&M Эггис | 8    | 72  | 121 | 59,5 | 686   | 5,7  | 5   | 7   | 109,2 | 53    | 335   | 6,3   | 1     |
| 2017  | Оклахома Сунерс | 7    | 18  | 21  | 85,7 | 359   | 17,1 | 3   | 0   | 276,5 | 14    | 142   | 10,1  | 0     |
| 2018  | Оклахома Сунерс | 14   | 260 | 377 | 69,0 | 4 361 | 11,6 | 42  | 7   | 199,2 | 140   | 1 001 | 7,2   | 12    |
| Всего | Всего           | 29   | 350 | 519 | 67,4 | 5 406 | 10,4 | 50  | 14  | 181,3 | 207   | 1 478 | 7,1   | 13    |

### Профессиональная карьера
Перед драфтом высказывались сомнения в его возможности играть в футбол на высоком уровне, связанные с низким ростом игрока. В некоторой степени они развеялись во время показательных тренировок, по ходу которых выяснилось, что Мюррей имеет такой же рост как и победитель Супербоула и самый высокооплачиваемый на тот момент игрок лиги Расселл Уилсон. Среди команд, проявлявших к нему интерес, называли «Окленд Рэйдерс» и «Нью-Йорк Джайентс». Главным фаворитом в борьбе за игрока была «Аризона Кардиналс», главным тренером которой был назначен Клифф Кингсберри, ранее сыгравший важную роль в поступлении Кайлера в Техасский университет A&M.
Издание Pro Football Focus оценивало Мюррея как лучшего молодого игрока, ставя его выше других выходящих на драфт квотербеков: Уилла Грира, Дрю Лока, Дуйэна Хаскинса и Дэниела Джонса. Отмечалась его эффективность при бросках любой сложности, хладнокровие, подвижность и атлетизм, которые позволяют играть под давлением соперника. Обозреватель сайта Bleacher Report Мэтт Миллер сравнивал Кайлера с Майклом Виком, прогнозируя ему выбор с первого по пятнадцатый номер. Сильными сторонами игрока он называл высокую скорость движения и броска, точность и способность бросать передачи в узкие свободные зоны, хороший длинный пас  и возможность набирать ярды за счёт самостоятельного продвижения по полю. К минусам относились небольшой опыт игры стартовым квотербеком, небольшие габариты и не лучшее умение маскировать свои намерения от защитников.
Двадцать пятого апреля 2019 года на драфте НФЛ под общим первым номером Мюррей был выбран клубом «Аризона Кардиналс». Он стал первым в истории спортсменом, который был выбран в первых раундах драфта в НФЛ и МЛБ. В мае он подписал с клубом четырёхлетний контракт с возможностью для клуба продлить его на пятый сезон. Общая сумма соглашения составила около 35 млн долларов, в том числе подписной бонус в размере более 23 млн долларов.

#### Аризона Кардиналс
В сезоне 2019 года Мюррей выходил в стартовом составе во всех шестнадцати матчах команды в регулярном чемпионате. Он стал первым с 1954 года квотербеком-новичком, начавшим сезон в основном составе. В играх чемпионата он набрал 3 722 ярда пасом и сделал 20 тачдаунов при 12 перехватах. Он также установил рекорд для новичков лиги, сделав 211 попыток паса подряд без перехватов. Кайлер установил ряд рекордов для новичков «Кардиналс»: по числу побед, пасовых ярдов, тачдаунов, попыток паса и завершённых пасов. Набрав на выносе 544 ярда, он побил рекорд команды для квотербеков, установленный Чарли Триппи в 1951 году, и стал вторым после Кэма Ньютона новичком НФЛ, в одном сезоне набравшим более 3 000 ярдов пасом и 500 ярдов выносом. По итогам года Мюррея признали Новичком года в нападении. В борьбе за приз он опередил раннинбека «Окленд Рэйдерс» Джоша Джейкобса. Также он был включён в символическую сборную сезона по версии Ассоциации футбольных журналистов Америки. Издание Clutch Points дополнительно отметило, что Кайлер играл в Западном дивизионе НФК, отличающемся высоким уровнем конкуренции.

#### Статистика выступлений в НФЛ

##### Регулярный чемпионат
| Сезон | Команда           | Игры | Пас | Пас | Пас  | Пас   | Пас | Пас | Пас | Пас  | Вынос | Вынос | Вынос | Вынос |
| Сезон | Команда           | Игры | Cmp | Att | Pct  | Yds   | Y/A | TD  | Int | Rtg  | Att   | Yds   | Avg   | TD    |
| ----- | ----------------- | ---- | --- | --- | ---- | ----- | --- | --- | --- | ---- | ----- | ----- | ----- | ----- |
| 2019  | Аризона Кардиналс | 16   | 349 | 542 | 64,4 | 3 722 | 6,9 | 20  | 12  | 87,4 | 93    | 544   | 5,8   | 4     |
| Всего | Всего             | 16   | 349 | 542 | 64,4 | 3 722 | 6,9 | 20  | 12  | 87,4 | 93    | 544   | 5,8   | 4     |